# Edgar Rubin
Edgar John Rubin (6 septembre 1886 - 3 mai 1951) est un psychologue-phénoménologue danois, connu pour ses travaux sur la perception figure-fond dont les plus connus sont les illusions d'optique où un fond définit une forme et réciproquement. 

## Biographie
Rubin nait et grandit à Copenhague. Inscrit à l'université de Copenhague en 1904, il se spécialise en psychologie et obtient une maitrise en philosophie en 1910. 
Rubin présente dans sa thèse de doctorat (1915) une description détaillée de la relation figure-fond visuelle, un prolongement de la perception visuelle et du travail de mémoire dans le laboratoire de son mentor, Georg Elias Müller. Un élément de la recherche de Rubin peut être résumé dans le principe fondamental suivant : « Lorsque deux champs ont une frontière commune, et que l'un est considéré comme une figure et l'autre comme un fond, l'expérience perceptive immédiate est caractérisée par un effet de mise en forme qui émerge de la frontière commune des champs et qui ne fonctionne que sur un champ ou opère plus fortement sur l'un que sur l'autre ».
Rubin déménage en Allemagne et travaille les deux années suivantes en tant qu'assistant de recherche de Georg Elias Müller à Göttingen. Spécialisé dans la perception figure-fond, il étudie la reconnaissance des figures visuelles sous différents angles et tailles. Ses vues sont rapidement influentes au sein des théoriciens de la psychologie de la forme, mais il n'est pas cité dans le premier cercle. Lui-même reste « sceptique sur leurs tentatives de construire des théories globales ». Néanmoins, sa terminologie est conservée et présentée dans les Principes de psychologie de la forme de Kurt Koffka. 
En 1922, Rubin revient à Copenhague, où il est nommé professeur de psychologie expérimentale à l'université de Copenhague. Il y dirige le laboratoire de psychologie, et préside en 1932 le Congrès international de psychologie. Il meurt en 1951. 
Féru de philosophie et d'épistémologie, il participe aux travaux du cercle Ekliptika, en compagnie de Niels Bohr.

## Protocole expérimental
Dans sa thèse de 1915, Rubin étudie expérimentalement le problème perceptif de la différenciation d'une figure individualisée et d'un fonds homogène, à l'aide de « 800 figures différentes, irrégulières, en noir sur blanc ou blanc sur noir, de grandeurs différentes, qu'il projette sur un écran, en lumière verte. Les sujets assistent au défilé de deux séries de ces images, et ont la tâche, pour la première série, de percevoir comme figure la surface centrale (vision positive) et, pour la seconde, de voir cette surface comme fond, et comme figure la surface environnante. Ensuite, après un temps variable, on fait défiler les mêmes images, et des images nouvelles, en demandant au sujet de dire chaque fois comment il voyait la figure. On note alors combien d'images sont vues sous forme positive et sous forme négative, en ce qui concerne, soit les images nouvelles, soit les images préalablement vues positivement ou négativement. »

## Le vase de Rubin, et autres illusions visuelles

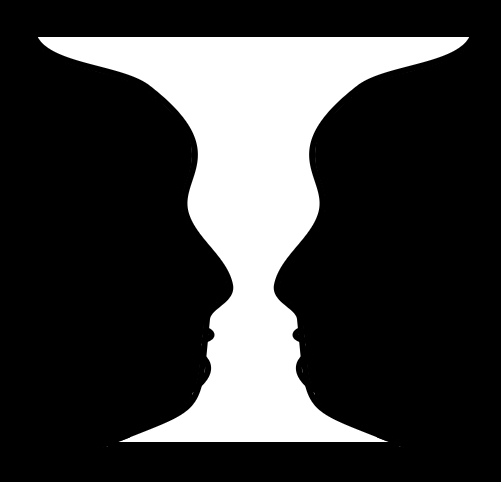
Illusion visuelle liée à la perception figure-fond, appelée indûment “vase de Rubin”

On parle parfois de vase de Rubin pour désigner les illusions visuelles liées à la perception figure-fond. Elles sont pourtant largement antérieures aux travaux de Rubin : on en trouve en particulier au XVIIIe siècle dans des ouvrages post-révolutionnaires qui publient anonymement des gravures royalistes. 
Rubin s'en sert dans sa thèse, Synsoplevede Figurer (Figures visuelles), p. 30, en même temps qu'un certain nombre d'exemples, tels qu'une croix de Malte en noir et blanc moins connue (peut-être parce que la croix de Malte est facilement interprétée comme un ballon de plage noir et blanc).